# Pseudotraulia cornuata
Pseudotraulia cornuata är en insektsart som beskrevs av Laosinchai och Nicholas David Jago 1980. Pseudotraulia cornuata ingår i släktet Pseudotraulia och familjen gräshoppor. Inga underarter finns listade i Catalogue of Life.